# Phorbia subfascicularis
Phorbia subfascicularis este o specie de muște din genul Phorbia, familia Anthomyiidae, descrisă de Masayoshi Suwa în anul 1994. Conform Catalogue of Life specia Phorbia subfascicularis nu are subspecii cunoscute.